# Chirita glabra
Chirita glabra är en tvåhjärtbladig växtart som beskrevs av Friedrich Anton Wilhelm Miquel. Chirita glabra ingår i släktet Chirita och familjen Gesneriaceae. Inga underarter finns listade i Catalogue of Life.